# Tuy Hòa (phường)
Tuy Hòa là một phường thuộc tỉnh Đắk Lắk, Việt Nam, được thành lập vào ngày 16 tháng 6 năm 2025.

## Lịch sử
Ngày 16 tháng 6 năm 2025, Ủy ban Thường vụ Quốc hội ban hành Nghị quyết số 1660/NQ-UBTVQH15 về việc sắp xếp các đơn vị hành chính cấp xã của tỉnh Đắk Lắk năm 2025 (nghị quyết có hiệu lực ngày thông qua). Theo đó, hợp nhất các phường 1, phường 2, phường 4, phường 5, phường 7, một phần phường 9, một phần xã Hòa An và một phần xã Hòa Trị thành phường Tuy Hòa.